# Múscul esquelètic
Els músculs esquelètics són òrgans del sistema muscular dels vertebrats que normalment estan units per tendons als ossos d'un esquelet. Representen entre el 40% i 50% de la massa corporal humana i emmagatzema pràcticament la meitat de totes les proteïnes del cos humà. Estan formats per cèl·lules o fibres allargades d’entre 1 i 40 mm de llargada i de fins a 0,1 mm de diàmetre. Les cèl·lules de la musculatura estriada són multinucleades que situen els seus nuclis a la perifèria.
La seva funció principal és la de facilitar el moviment i mantenir la unió os-articulació a través de la seva contracció. Són, generalment, de contracció voluntària (a través d'innervació nerviosa), encara que poden contreure's involuntàriament. Aquesta funció és possible gràcies a l'organització de proteïnes d'actina i miosina i que li confereixen aquest estriament que es veu perfectament al microscopi. Els músculs tenen una gran capacitat d'adaptació, modifiquen més que cap altre òrgan tant el seu contingut com la seva forma. D'una atròfia severa pot tornar a reforçar-se en poc temps, gràcies a l'entrenament, igual que amb el desús s'atrofia conduint al múscul a una disminució de grandària, força, fins i tot reducció de la quantitat d'orgànuls cel·lulars. Si s'immobilitza en posició d'escurçament, al cap de poc temps s'adapta a la seva nova longitud requerint entrenament a força d'estiraments per a tornar a la seva longitud original, fins i tot si es deixa estirat un temps, pot donar inestabilitat articular per la hiperlaxitut adoptada. El múscul a causa del seu alt consum d'energia, requereix una bona irrigació sanguínia que li aporti aliment i per a eliminar desfets, això al costat del pigment de les cèl·lules musculars li donen al múscul una aparença vermellosa en l'ésser viu.

## Estructura anatòmica

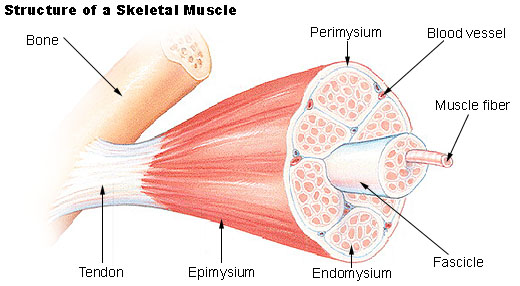
Estructura d’un múscul

En el nostre cos trobem al voltant de 650 músculs esquelètics diferents, tot i que alguns autors eleven aquesta xifra a 840. En total representen entre el 40% i 50% de la nostra massa corporal i emmagatzema pràcticament la meitat de totes les proteïnes del nostre cos. La majoria dels músculs es troben en parells bilaterals per servir ambdós costats del cos i mentre un d’ells es contrau l’altre es relaxa de manera que treballen junts per dur a terme una acció.
L’estructura del múscul esquelètic ve determinada no solament per les fibres musculars sinó també per estructures de teixit conjuntiu que en determinen les diferents unitats estructurals i donen pas als nervis i vasos sanguinis que irriguen el teixit. Distingim tres capes conjuntives diferents que en conjunt s'anomenen mísia: l'endomisi, un teixit conjuntiu laxe que envolta cada una de les fibres, el perimisi intern, un teixit conjuntiu una mica més dens que reuneix fibres en grups anomenats fascicles musculars i epimisi, una capa més consistent de teixit conjuntiu que envolta un múscul estriat i atorga unitat estructural al múscul.
En un múscul a part de la seva part contràctil també trobem una part no contràctil formada per teixit connectiu fibrós dens que constitueix el tendó a cada extrem. El tendó permet unir els músculs als ossos i transmet a aquests l’efecte de tracció desenvolupat pel múscul permetent el moviment. La longitud d'un múscul inclou aquests tendons. A més a més, cada múscul independent està recobert per una estructura de teixit connectiu molt resistent anomenada fàscia. Les fàscies limiten el fregament produït durant el treball muscular reduint així les pèrdues de força generades i a diferència de l’epimisi envolten no només el múscul sinó també vasos i nervis. Quan els tendons discorren contiguament l’os o rodegen una protuberància òssia (hipomocli) també estan protegits per uns conductes que milloren la seva capacitat de lliscament. Els músculs s'uneixen als tendons de manera molt estreta per una complexa interfície especialitzada en la transmissió de la força. A la interfície múscul-tendó, la força es transmet des dels sarcòmers de les cèl·lules musculars fins al tendó.
Les neurones que estimulen el múscul perquè es contragui són les motoneurones o neurones motores. Les motoneurones interaccionen amb la fibra muscular a nivell d'una zona anomenada placa motora on es produeix la transmissió neuromuscular. També hi ha neurones sensorials que informaran el sistema nerviós sobre l'estat de contracció muscular, l’estat de fatiga. Els músculs contenen diferents tipus de receptors sensorials; els dos principals són els fusos musculars, que envien informació a la medul·la espinal del seu estat de relaxació o contracció, i els òrgans tendinosos de Golgi, normalment localitzats al punt d’unió entre múscul i tendó i que informen de la tensió d'un múscul.

## Classificació
La terminologia que usem per anomenar els músculs dona informació sobre diferents aspectes d’aquests com són la seva localització, la direcció de les fibres, la mida relativa, el nombre d’orígens, l’origen i localització de la inserció, la forma o la funció. Segons el moviment que realitzen, es poden classificar de la següent manera:
- Flexors per a la flexió d’una articulació.
- Extensors per a l’extensió d’una articulació.
- Abductors separen del pla de referència.
- Adductors acosten al pla de referència.
- Rotadors fan la rotació en moviment de pronació o de supinació.
- Sinergistes impedeixen moviments no desitjats.[12]
- Fixadors o estabilitzadors, mantenen un segment en una posició determinada podent usar la tensió muscular cap a una o vàries direccions a la vegada.

## Funcions del múscul esquelètic
La musculatura esquelètica té una ampla varietat de funcions entre les quals destaquen:
- Moviment del cos i locomoció. A diferència de la musculatura llisa i cardíaca, el moviment de la majoria de la musculatura esquelètica és voluntari de manera que és la principal responsable de la locomoció i el moviment.
- Manteniment de la posició i la propiocepció. Els receptors dels músculs, els tendons i les articulacions envien informació al cervell indicant quina és la posició exacta de les diferents parts del cos en cada moment.[14]
- Estabilitat articular.
- Protecció de les estructures internes.[15] El múscul protegeix el sistema esquelètic dels impactes externs mitjançant l'absorció i redistribució de l'energia de xoc. Durant la contracció muscular augmenta molt la seva viscositat ajudant a absorbir i dissipar xocs perillosos.
- Contribueix al moviment de la sang en les venes i al de la limfa en els vasos limfàtics. A diferència del sistema circulatori, el sistema limfàtic no té una bomba que permeti el bombejament de la limfa i la seva circulació es produeix en bona part gràcies al moviment dels músculs que, de manera indirecta, l’impulsen cap endavant. En el cas de la sang, les venes, a diferència de les artèries, no tenen capacitat contràctil que ajudi al moviment propulsat pel cor i de nou el moviment del múscul esquelètic contribueix de manera indirecta a aquest flux.
- Participa en la gestió fisiològica de diferents metabòlits.[16] El muscle estriat és un lloc d’acumulació de glucosa en forma de glicogen i també és un reservori d'aminoàcids que poden ser mobilitzats a altres punts del cos. Per exemple, en cas de desnutrició les cèl·lules musculars degraden les seves proteïnes i envien els aminoàcids resultants al fetge a través del sistema circulatori per tal que aquest pugui fer glucosa per nodrir el cervell.
- Generar calor a través de la termogènesi gràcies a l’activitat muscular. Aquesta generació de calor pot ser a través de la tremolor i també a través d’un segon mecanisme controlat per una proteïna anomenada sarcolipina.[17]
- Actuar com a òrgan endocrí produint diferents miocines com la interleucina-6, el factor de creixement de fibroblasts (FGF-21), la interleuquina-15 (IL-15), la irisina, la mionectina, el factor neurotròfic derivat del cervell (BDNF), o l’osteonectina.[18]

## Estructura de la cèl·lula muscular estriada

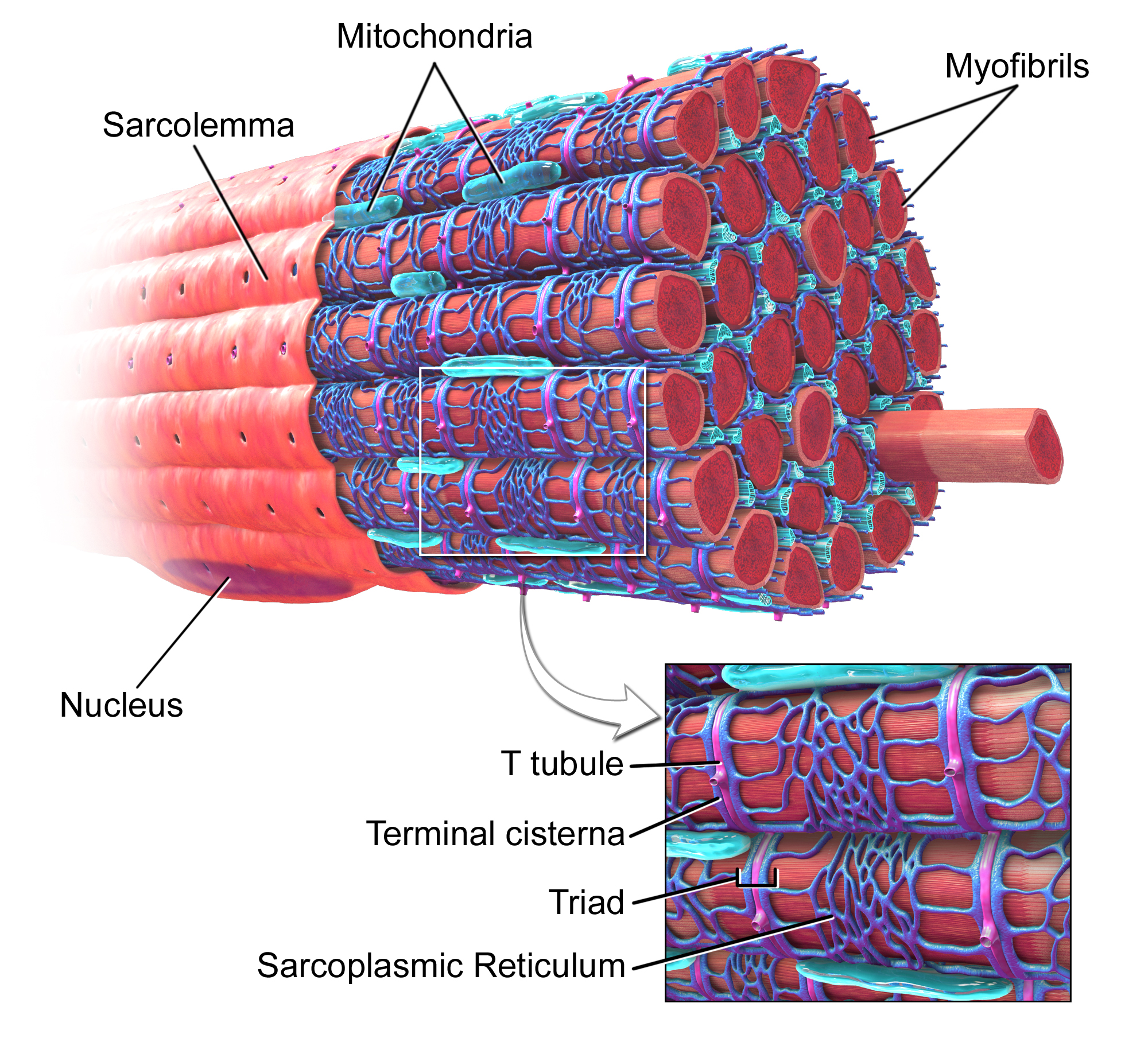
Estructura cel·lular d’un múscul esquelètic

El múscul esquelètic (miòcits) està constituït per cèl·lules allargades i cilíndriques que també anomenem fibres musculars. Es tracta de cèl·lules multinucleades, contenen entre centenars fins a milers de nuclis que se situen a la perifèria, en contacte amb la membrana plasmàtica o sarcolemma. Els nuclis es disposen de manera regular al llarg de la fibra i cada nucli té el seu propi domini mionuclear el qual controla. La multinucleació es produeix per la fusió de diferents mioblasts, cadascun dels quals aporta un nucli, i permet que la fibra muscular pugui assolir una longitud de fins a 20 cm.
Dins del citoplasma de cada fibra muscular hi ha de mil a dues mil miofibril·les, formades per microfilaments d’actina i de miosina, que constitueixen la unitat funcional de la fibra muscular. Aquestes miofibril·les discorren paral·lelament, fortament compactades al llarg de la cèl·lula, fent que els nuclis es disposin a la perifèria. Cada miofibril·la està rodejada per una estructura membranosa, el reticle sarcoplàsmic, que emmagatzema ions de calci, els quals tindran un paper essencial per a la contracció del múscul. Les miofibril·les estan compostes per unes unitats repetitives anomenades sarcòmers, que tenen una longitud variable, i que donen a la cèl·lula el patró estriat característic. La longitud dels sarcòmers és variable i pot anar des de 2.2 μm fins a 3.2 μm, la qual depèn del grau d’extensió a la qual està sotmès el múscul.